# Олдржих Пелчак
Олдржих Пелчак (чеськ. Oldřich Pelčák; 2 листопада 1943 — 7 жовтня 2023) — колишній чеський космонавт та інженер. Закінчив Військово-повітряну академію імені Гагаріна. У 1976 році Пелчак був обраний дублером Владіміра Ремека для участі в місії «Союз-28». Вони були першими космонавтами, які не були ні американцями, ні громадянами СРСР.